# 아즈마 (장갑순양함)
아즈마(吾妻)는 일본 제국 해군이 러일 전쟁 전에 프랑스의 루아르 사에서 구입한 초창기의 장갑순양함이다. 함 이름의 유래는 후쿠시마현 북부의 아즈마 산(吾妻山)에서 딴 것이다. 아즈마는 66함대의 장갑 순양함 제1기 확장 계획에 의해 야쿠모형에 이어 정비된 군함이다. 러일 전쟁에서는 항속력과 속력을 살려 가미무라 히코노조 제독이 이끄는 제2함대의 주력으로 활약했다.

## 개요
1898년 아르 사의 셍나제르 조선소에서 기공되었다. 정치적인 이유로 (영국에만 주문하면 외교적 문제가 있었기 때문) 프랑스에 발주되었다. 또한 같은 이유로 ‘야쿠모’는 독일에 발주되었다. 1900년 7월 28일에 완공된 배를 접수를 한 후 다음날 일본으로 출발했다. 같은 해 10월 29일 요코스카에 도착했다.
1904년 8월 14일 울산 해전에서는 가미무라 히코노조 제독이 이끄는 제2함대 소속으로 활약했다. 그리고 이듬 해 1905년 5월 27일 쓰시마 해전에서도 제2함대에 소속되어 활약을 했다.
1944년에 퇴역하여, 이듬해 1945년에 해체되었다. 현재 교토의 노기 신사에 본 함의 주요 닻이 안치되어 있다.

## 설계

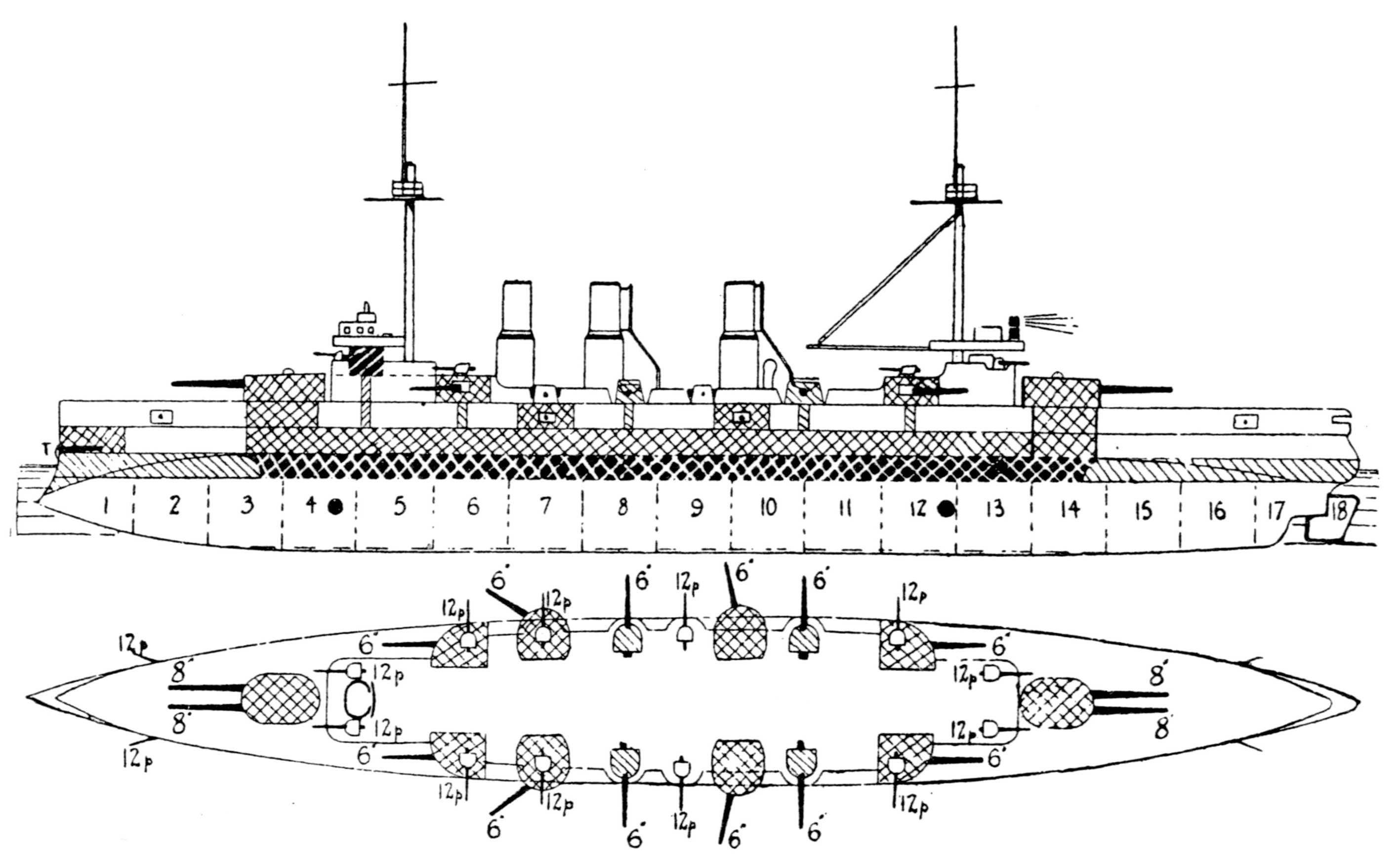
제인의 전함 1904년에 나오는 아즈미의 플랜

선체 형상은 전형적인 평갑판형 선체이며, 동 세대에 건조된 장갑순양함 ‘야쿠모’와 같은 양식이지만, 본 함은 프랑스식 설계를 했기 때문에 66함대 중에서도 이채로운 모양을 하고 있다.
이 무렵 프랑스 장갑순양함은 대체로 배수량에 비해 선체가 전후로 길고 좁은 유선형이었다. 또한 보일러실을 둘로 분리하여 앞뒤로 떼어 놓거나 때문에 2번 굴뚝과 3번 굴뚝이 멀리 떨어져 있었다. 따라서 같은 3개의 굴뚝 서 있는 ‘야쿠모’와는 멀리서도 쉽게 구별이 되었다. 또한 장갑순양함 중에서는 아즈마 만 흡기와 배기를 동시에 하는 이중 구조의 프랑스식 굴뚝과 강제 통풍 장치를 채택하고 있으며, 같은 시대의 영국, 독일, 이탈리아 군함은 굴뚝 부근에 연통을 세운 듯한 ‘통풍통’이 여기저기 즐비하게 서 있지만, 본 함은 수가 적다. 이러한 통풍통은 전투 시에 갑판의 화재나 포탄 파편을 함 내로 끌어들이기 때문에 러일 전쟁 이후 얻은 교훈으로 수를 줄이거나 통풍 장치를 강화했지만, 이 형식은 설계 단계에서 고려에 넣고 있어서 매우 선진적인 개념으로 건조된 군함이었다는 것을 알 수 있다. 하지만 이 특징인 이중 굴뚝은 훗날 다른 함과 같은 간단한 구조의 굴뚝으로 교체되어 1910년대 무렵의 사진은 이미 굴뚝이 교체되어 있다.
선체는 능파성을 좋게 하기 위해 높은 건현을 가지고 있다. 함수에는 아직 충각(램)이 붙어있다. 주포는 새로 설계한 ‘20.3 cm (45구경) 포’를 타원 원통형의 연장포탑에 넣었으며, 1번 주포탑, 사령탑을 통합한 조타 함교, 단각의 전장, 세 개의 굴뚝 중 2번 굴뚝 그리고 3번 굴뚝의 간격은 넓다. 그 뒤에 함재 보트 창고, 보트 크레인의 기지를 겸하는 단각의 후장, 2번 주포탑의 순으로 배열되어 있다. 15 cm (40구경) 단장포 12기, 갑판포곽 부분에 4기가 있고, 현측에 2개, 편현에 6기가 배치되어 있다. 그 밖에 대어뢰정 무기로 함수와 함미의 상갑판에 8 cm (40구경) 단장 속사포가 12기, 47mm 포가 단장 12기가 전장과 후장, 상갑판에 12기가 배치된 것은 ‘야쿠모’와 같다.

## 참고 자료
- 片桐大自 『연합함대 군함 銘銘伝 전860여척의 영광과 비극』 보급판, 光人社, 2003년
- 福井静夫 『写真日本海軍全艦艇史』ベストセラーズ, 1994년 ISBN 4-584-17054-1
- 해군역사보존회 『日本海軍史』 제7권, 제9권, 제10권 第一法規出版, 1995년
- 『관보』